# Pedro Díaz Fanjul
Pedro Díaz Fanjul (Mieres, Asturias, España, 5 de junio de 1998) es un futbolista español que juega de centrocampista en el Rayo Vallecano de la Primera División de España.

## Trayectoria
Formado en las categorías inferiores de La Fresneda, Real Oviedo y Real Sporting de Gijón, debutó en Segunda División B con el Real Sporting de Gijón "B" en 2015. En la campaña 2016-17 consiguió un ascenso a Segunda División B con el filial sportinguista. El 6 de septiembre de 2017 jugó su primer partido con el primer equipo en la segunda ronda de la Copa del Rey frente al C. F. Reus Deportiu. El 17 de mayo de 2019 debutó en Segunda División en un encuentro contra el Real Zaragoza disputado en el estadio de La Romareda. Marcó su primer gol con el Sporting el 1 de septiembre de 2019, en un partido disputado en El Molinón de Gijón frente al Albacete Balompié que terminó con una victoria por 2-0.
El 3 de agosto de 2023, después de haber disputado 155 encuentros oficiales con el primer equipo, fue traspasado al F. C. Girondins de Burdeos. En su primera temporada jugó 41 partidos, en los que marcó siete goles y dio cuatro asistencias, y en agosto de 2024 regresó a España al firmar por el Rayo Vallecano hasta 2027.
En su primera temporada con el Rayo Vallecano (24/25), Pedro Díaz marcó 3 goles en un total de 26 partidos jugados (12 de ellos como titular). Adicionalmente, en Copa del Rey marcó 1 gol en los tres partidos que disputó.

## Selección nacional
Fue internacional con España en las categorías sub-18, con la que disputó la Copa del Atlántico en febrero de 2016, y sub-20, con la que participó en el Torneo Internacional de la Alcudia en julio del mismo año.

## Clubes
| Club                       | País    | Año       |
| -------------------------- | ------- | --------- |
| Real Sporting de Gijón "B" | España  | 2015-2019 |
| Real Sporting de Gijón     | España  | 2019-2023 |
| F. C. Girondins de Burdeos | Francia | 2023-2024 |
| Rayo Vallecano             | España  | 2024-     |

## Palmarés

### Campeonatos nacionales
| Título           | Club                       | País   | Año  |
| ---------------- | -------------------------- | ------ | ---- |
| Tercera División | Real Sporting de Gijón "B" | España | 2017 |